# Colombe de Geoffroy
Paraclaravis geoffroyi
Espèce
Statut de conservation UICN

 CR C2a(i) : 
En danger critique
La Colombe de Geoffroy (Paraclaravis geoffroyi) est une espèce d'oiseau appartenant à la famille des Columbidae. D'après Alan P. Peterson, c'est une espèce monotypique.

## Description
Cet oiseau mesure de 19 à 23 cm.
Le mâle a le dessus du corps bleu gris foncé et le dessous plus pâle. Les ailes sont marquées par deux larges bandes pourpres et une plus petite pourpre bleuté sur les petites couvertures. La queue est grise, le bec noir et les pattes brunes.
Le dimorphisme sexuel est net puisque la femelle est entièrement brune avec les bandes alaires légèrement plus pâles que celles du mâle. Le bec est également noir.

## Répartition
Cet oiseau vit au sud-est du Brésil, à l'est du Paraguay et au nord-est de l'Argentine.

## Habitat
Cette espèce peuple les régions boisées, en particulier les forêts denses et leurs lisières.